# Passer melanurus
El gorrión de El Cabo (Passer melanurus) es una especie de ave paseriforme de la familia Passeridae propia del África austral. Vive en las sabanas, zonas desérticas, campos de cultivo y las ciudades.
Es probablemente el "padre" genético de todos los tipos de gorriones que actualmente existen en el mundo.